# Oedothorax collinus
Oedothorax collinus är en spindelart som beskrevs av Ma och Zhu 1991. Oedothorax collinus ingår i släktet Oedothorax och familjen täckvävarspindlar. Inga underarter finns listade i Catalogue of Life.